# Franz Hamburger (Mediziner)

Franz Hamburger als Heidelberger Rhenane, 1893/94

Franz Hamburger (* 14. August 1874 in Pitten, Österreich-Ungarn; † 29. August 1954 in Vöcklabruck) war ein österreichischer Mediziner, Hochschullehrer und illegaler Nationalsozialist.

## Leben
Hamburger war der Sohn des Papierfabrikanten Wilhelm Hamburger. Er besuchte das Gymnasium in Wiener Neustadt und legte 1892 die Matura ab. Danach absolvierte er ein Medizinstudium in Heidelberg, München und Graz. In Heidelberg wurde er 1892 Mitglied des Corps Rhenania. Er bestand 1898 das medizinische Staatsexamen und wurde im selben Jahr zum Dr. med.  promoviert. Danach war er zeitweilig als Schiffsarzt tätig und anschließend als Assistenzarzt in Wien und Graz. Seine Fachausbildung als Kinderarzt absolvierte er ab 1900 bei Theodor Escherich. 1906 habilitierte er sich mit einer Arbeit über arteigenes und artfremdes Eiweiß und wurde Privatdozent. Ab 1908 war er Vorstand der Kinderabteilung der Wiener Poliklinik und wurde 1912 zum außerordentlichen Professor ernannt.
Als österreichischer Stabsarzt nahm Hamburger 1914 bis 1917 in Serbien und Italien am Ersten Weltkrieg teil. 1916 wurde er ordentlicher Professor für Kinderheilkunde an der Universität Graz, wo er zudem die Universitätskinderklinik leitete. Nach dem Tod von Clemens von Pirquet erhielt er 1930 einen Ruf an die Universität Wien, wo er zugleich Vorstand der Universitätskinderklinik war.
Ab 1931 gehörte er dem Steirischen Heimatschutz an und trat als Illegaler der NSDAP und dem NS-Ärztebund bei. Nach dem Anschluss Österreichs an das nationalsozialistische Deutsche Reich wurde er Präsident des Wissenschaftlichen Senats der Akademie für ärztliche Fortbildung in Wien. Er gehörte zu den Mitherausgebern der Münchner Medizinische Wochenschrift. Im Sinne der NS-Gesundheitspolitik forderte er die Sterilisierung von „schwachsinnigen“ und diabetischen Kindern. Unter ihm kam es zu einer Zusammenarbeit mit der Heil- und Pflegeanstalt „Am Steinhof“. Durch Adolf Hitler wurde ihm 1944 die Goethe-Medaille für Kunst und Wissenschaft verliehen. Er war ein wesentlicher Förderer von Hans Asperger als sein unmittelbarer Vorgesetzter, der ihn zum Abteilungschef beförderte. 1944 wurde er emeritiert, übernahm aber noch die Leitung der Kinderabteilung im Krankenhaus in Vöcklabruck.
Nach dem Ende des Zweiten Weltkrieges wurde er am 2. Juni 1945 von seinen Funktionen entbunden und trat 1947 in den Ruhestand.
Hamburger war Autor zahlreicher fachspezifischer Artikel und Bücher. Er forschte zu allen Bereichen der Kinderheilkunde. Herausragend war seine Beteiligung an der Einführung der BCG- und subkutanen Pockenschutzimpfung sowie auf dem Gebiet der Kinder-Tuberkulose und Diphtherie.
Hamburgers 1951 erschienener Ratgeber „Über den Umgang mit Kindern“ wurde als Beispiel für Befürwortung physischer und psychischer Gewalt in der Kindererziehung nach 1945 angeführt.

## Veröffentlichungen (Auswahl)
- Lehrbuch der Kinderheilkunde. 1920.
- Über den Umgang mit Kindern. 1951.